# Girolamo Li Causi
(Girolamo Li Causi. Intervento alla Camera dei deputati nella seduta del 26 ottobre 1951)
Girolamo Li Causi, detto Mommo (Termini Imerese, 1º gennaio 1896 – Palermo, 14 aprile 1977), è stato un partigiano, politico e giornalista italiano.
È stato diverse volte deputato alla Camera (1953-1968) e senatore della Repubblica (1948-1953; 1968-1972) per il Partito Comunista Italiano, di cui è stato il primo segretario in Sicilia.

## Biografia
Nato a Termini Imerese (Palermo) , già dirigente del Partito Socialista Italiano, aderì al Partito Comunista d'Italia nel 1924. Nel 1926 fu per alcuni mesi direttore de l'Unità. Nel 1928 venne arrestato per la sua attività antifascista e condannato a ventun anni di carcere.
Liberato nell'estate del 1943, diventò partigiano ed entrò nel CLNAI. Venne quindi rimandato da Palmiro Togliatti nella natia Sicilia per organizzare la presenza del Partito Comunista, di cui divenne il primo segretario regionale. Il forte impegno politico contro la mafia caratterizzò subito la sua azione e per questo il 16 settembre 1944 fu vittima di un attentato da parte di un gruppo di mafiosi guidato dal noto boss Calogero Vizzini. In tale occasione, in cui vennero ferite altre quattordici persone, Li Causi venne attaccato a colpi di pistole e bombe a mano durante un comizio in cui stava intervenendo insieme a Gino Cardamone e Michele Pantaleone nella piazza principale di Villalba. A causa di quest'attentato, rimase gravemente ferito ad una gamba e costretto a camminare con un bastone per tutta la vita.
Nel 1945 fondò e diresse il quotidiano "La Voce della Sicilia", uno dei primi d'ispirazione comunista nella Sicilia del dopoguerra, che condusse una vasta campagna di stampa raccontando le lotte contadine contro la mafia, gli agrari e il banditismo, ma interruppe le pubblicazioni dopo il numero del 28 settembre 1947. Riaprì per un breve periodo, dal 19 febbraio al 25 aprile 1948. Li Causi fu oggetto di alcune querele per diffamazione a mezzo stampa relative agli articoli pubblicati sul quotidiano ma non riportò conseguenze penali perché intervenne l'immunità parlamentare.

### Incarichi istituzionali
Nel 1946 venne eletto deputato nell'Assemblea Costituente. Fu eletto per la prima volta in Parlamento nel 1948 e, attraverso varie legislature, ricoprì la carica di Deputato e quella di Senatore. Fu vice-presidente della prima Commissione parlamentare di inchiesta sul fenomeno mafioso durante la IV e la V Legislatura.

### L'attività di denuncia contro il banditismo e la mafia
a) mantenere l'ordine conservando nello stesso tempo buoni rapporti con la popolazione;
b) ripristinare un tessuto sociale affidabile e conforme agli interessi anglo-americani, come si venivano delineando nel quadro strategico internazionale;
c) stroncare le forze di sinistra prima di un loro troppo profondo radicamento sociale.»
(Nicola Tranfaglia)
Li Causi fu probabilmente l'uomo politico più direttamente impegnato sulla strage di Portella della Ginestra: la denunciò all'opinione pubblica e ne seguì gli sviluppi, individuandone la principale causa nella vittoria, alle elezioni regionali, dell'alleanza elettorale di sinistra in un contesto di scontro tra il separatismo isolano e il movimento contadino che chiedeva l'applicazione della legge Gullo sulla Riforma agraria. Li Causi indirizzò inoltre durissime accuse anche alle forze di polizia, denunciando i loro legami con mafiosi e separatisti, e al ministro Mario Scelba, più volte accusato di essere direttamente implicato nella vicenda.
Nella famosa seduta dell'Assemblea Costituente tenutasi il 2 maggio 1947, oltre a Scelba, Li Causi attaccò pesantemente il deputato liberale Girolamo Bellavista, denunciando la collusione del blocco liberale, monarchico e qualunquista con gli ambienti mafiosi sospettati della strage:
Nel corso di un'altra seduta dell'Assemblea Costituente, tenutasi il 15 luglio 1947, Li Causi accusò pesantemente l'organo incaricato da Scelba di combattere il banditismo in Sicilia, l'Ispettorato generale di Pubblica Sicurezza diretto da Ettore Messana, di proteggere spudoratamente i banditi responsabili della strage di Portella della Ginestra:
Li Causi fu inoltre molto attivo nel denunciare, sempre attraverso interventi alla Camera dei deputati o al Senato, l’esistenza di legami evidenti tra la mafia siciliana e il gangsterismo italo-americano, con la presenza sul territorio della penisola di boss espulsi dagli Stati Uniti del calibro di Frank "Tre Dita" Coppola  e Lucky Luciano, i quali si avvalevano di complicità ad alti livelli.

#### Documenti sulla strage di Portella della Ginestra

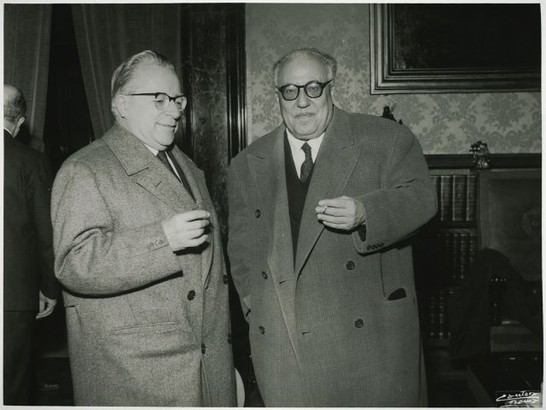
Girolamo Li Causi (a destra) in compagnia di Palmiro Togliatti nel 1960

Il 10 maggio 1950, durante la sua deposizione istruttoria al processo di Viterbo che vedeva imputati i responsabili della strage di Portella della Ginestra, Girolamo Li Causi presentò alcuni significativi documenti.
Venne esibita per prima una lettera mandata da Salvatore Giuliano all'Unità con richiesta di pubblicazione. Il timbro fa risalire la missiva al 2 ottobre 1948. Fra gli stralci di interesse investigativo si trova questo: "[...] oggi potrei mostrare una lettera che un amico intimo del signor Scelba, proprio alla vigilia delle elezioni, mi mandò e conteneva la promessa [...]".
Il secondo documento presentato, era una missiva autografa di Giuliano che rispondeva al comizio dello stesso Li Causi tenuto a Portella della Ginestra il 1º maggio 1949, quando venne scoperta la lapide dedicata alle vittime. In questo discorso che fece scalpore all'epoca, Li Causi chiese direttamente a Giuliano di far i nomi dei mandanti della strage e nella lettera esibita Giuliano rispondeva: "I nomi possono farli coloro che tengono la faccia di bronzo, ma non un uomo [...]".
Li Causi esibì infine una terza lettera autografa di Giuliano, già pubblicata da L'Unità il 30 aprile 1950, in cui il malvivente minacciava senza mezzi termini Mario Scelba in riferimento al suo luogotenente Gaspare Pisciotta, in odore di tradimento:
Tutte queste lettere, unitamente alla deposizione di Pisciotta in cui lo stesso sostiene la presenza di una corrispondenza tra Giuliano e il Ministro Mario Scelba (latore un deputato amico), non fornirono, secondo gli investigatori, riscontri oggettivi al proseguimento delle indagini in direzione di un intreccio destabilizzante fra Salvatore Giuliano e segmenti dell'ambiente politico.

Tra le testimonianze emerse nel corso del processo svoltosi a Viterbo, risultò l'odio che il bandito nutriva nei confronti di Li Causi, che doveva essere uno degli obiettivi della strage di Portella della Ginestra in quanto era atteso come oratore ufficiale ma non partecipò per un altro impegno:
(Dichiarazione di Giovanni Genovese, luogotenente di Salvatore Giuliano)

### Ultimi anni
Al termine della V Legislatura non si ricandidò e, non più coperto da immunità parlamentare, fu citato in giudizio per quanto da lui scritto o dichiarato sui legami della mafia con il deputato ed ex ministro Giovanni Gioia e con l'ex sindaco di Palermo Vito Ciancimino ma in entrambi i casi fu assolto dal reato di diffamazione con formula piena.
Si spense all'età di 81 anni nella sua abitazione romana. I funerali laici si tennero in piazzale del Verano a Roma e vi parteciparono centinaia di persone arrivate dalla Sicilia.
La salma è tumulata al Famedio del PCI nel cimitero del Verano a Roma.

## Opere letterarie
- I boss della mafia, a cura di, Roma, Editori Riuniti, 1971.
- Il lungo cammino. Autobiografia 1906-1944, Roma, Editori Riuniti, 1974.
- Portella della Ginestra. La ricerca della verità, a cura di Francesco Petrotta, Roma, Ediesse, 2007, ISBN 978-88-230-1201-1.
- Terra di Frontiera. Una stagione politica in Sicilia 1944-1960, a cura di Davide Romano, Palermo, La Zisa, 2009.